# Pseudarbela
Pseudarbela is een geslacht van vlinders van de familie zakjesdragers (Psychidae).

## Soorten
- P. aurea (Bethune-Baker, 1904)
- P. celaena (Bethune-Baker, 1904)
- P. papuana Clench, 1959
- P. semperi Sauber, 1902